# Clelia Romano Pellicano
Pour les articles homonymes, voir Romano.
Clelia Romano Pellicano, née en 1873 à Naples (Italie) et morte le 2 septembre 1923 à Castellammare di Stabia (Italie), est une femme de lettres, journaliste et féministe italienne. Elle est également connue sous le pseudonyme de « Jane Grey » (du nom d'une reine anglaise).

## Ouvrages
- Gorgo
- Verso il destino
- Coppie, éd. Pierno e Veraldi, Naples, 1900
- La vita in due, éd. Vallardi, Milan, 1908
- Novelle calabresi, éd. STEN, Turin, 1908 ;  rééd. Baldini Castoldi, Milan, 1918 ; rééd. Arnaldo Forni Editore, 1987.

## Source
- (it) Cet article est partiellement ou en totalité issu de l’article de Wikipédia en italien intitulé « Clelia Romano Pellicano » (voir la liste des auteurs).